# Comté d'Union (Ohio)
Pour les articles homonymes, voir Comté d'Union.
Le comté d'Union (en anglais : Union County) est un comté situé dans l'État de l'Ohio, aux États-Unis. Il compte 52 300 habitants en 2010. Son siège est Marysville.